# Calvari (Freginals)
El Calvari és una obra de Freginals (Montsià) inclosa a l'Inventari del Patrimoni Arquitectònic de Catalunya.

## Descripció
Calvari de Freginals situat en la vessant d'un turó. Es divideix en dos trams: un dintre del carrer del poble a la part esquerre, col·locades les capelles al mur de les cases núm. 1,7,11,17,21, essent les estacions de la cornisa-motllura triangular amb creu central. La resta del tram esta al camí del Calvari que surt del poble, amb capelles en forma de pilars quadrats de totxo realitzades en quatre manises de València.

## Història
A la desamortització de Mendizabal ens parla de nou patis al carrer del Calvari que són propietat del clero secular.